# Dorfkirche Werben

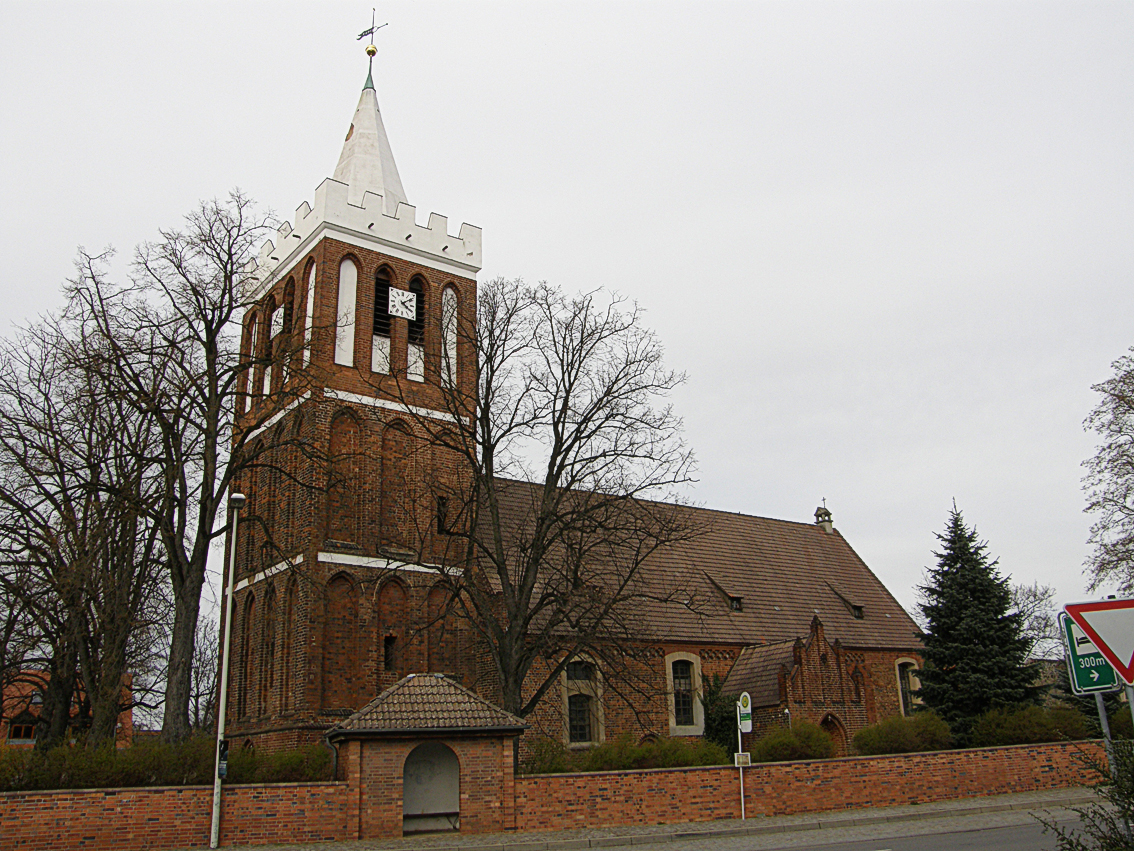
Dorfkirche Werben (2008)

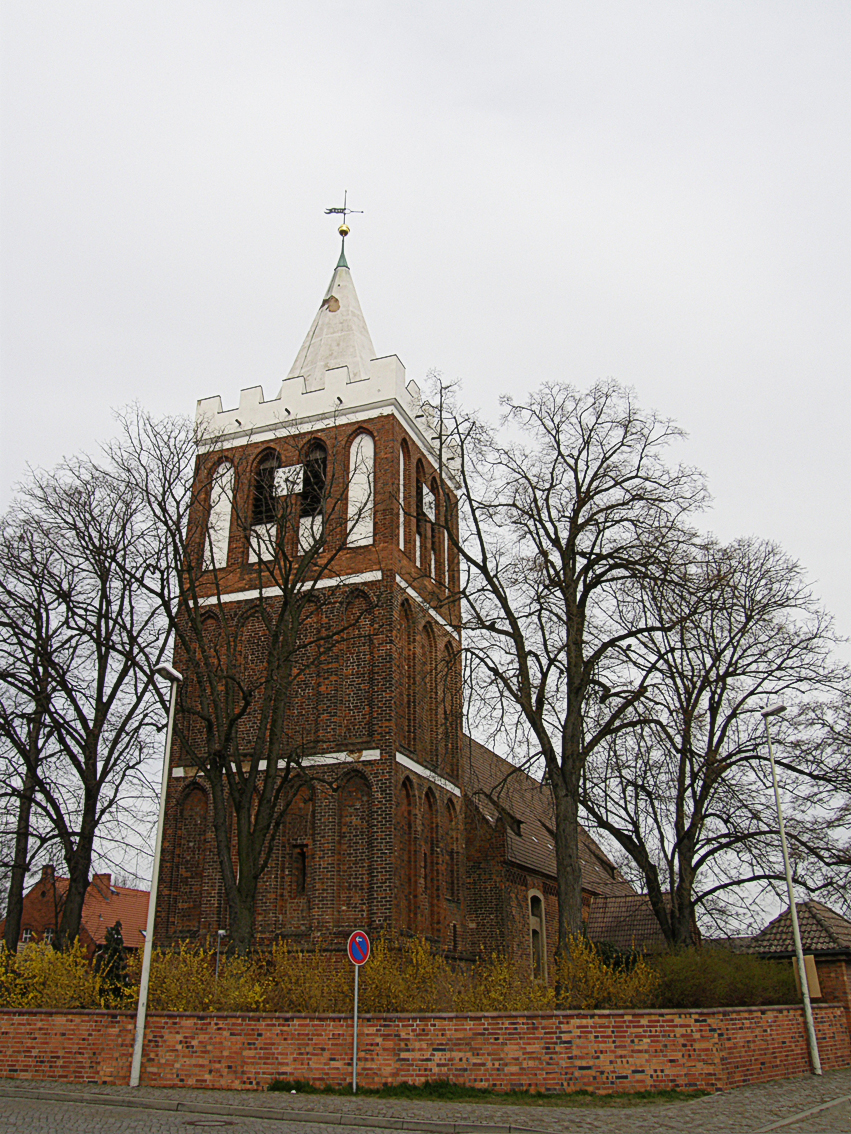
Ansicht des Turms (2008)

Die Dorfkirche Werben ist das Kirchengebäude in der Gemeinde Werben im brandenburgischen Landkreis Spree-Neiße. Die Kirche steht unter Denkmalschutz.

## Architektur und Geschichte
Die Kirche wurde im Stil der Spätgotik aus Backstein errichtet. Das Kirchenschiff stammt bereits aus der ersten Hälfte des 15. Jahrhunderts und wurde 1743 durch Anbau eines Chors mit dreiseitigem Abschluss verlängert. Südlich des Schiffs entstand wohl bereits zur Bauzeit des Schiffs eine mit einem Tonnengewölbe versehene Vorhalle. Die Vorhalle wird von einem Pfeilergiebel und als Spitzbogen ausgeführten Portalen geprägt. Die Fenster des Kirchenschiffs wurden im Barock umgestaltet. Eine Pforte auf der südlichen Seite wurde zugemauert.
Der westlich des Kirchenschiffs stehende, quadratische und nur wenig in das Schiff eingezogene Kirchturm stammt aus der zweiten Hälfte des 15. Jahrhunderts. Er weist eine Höhe von 42 Metern auf. Auf einem glatten Sockel ruhen drei Obergeschosse. Die Turmfassade ist durch in Reihen angelegte Blenden gegliedert. Am oberen Abschluss befindet sich ein Zinnenkranz, über den sich ein aus Stein gebauter Spitzhelm erhebt. Die im Erdgeschoss des Turms befindliche Turmhalle verfügt über ein Kreuzrippengewölbe.
Am 1. Oktober 1751 wurde im nordwestlich gelegenen Burg, das bis dahin kirchlich zu Werben gehört hatte, eine eigene Gemeinde gebildet. 1911 wurde das Portal an der Westseite erneuert. Gleiches gilt für Maßwerkfries und Traufgesims am Kirchenschiff.
Bei den Kämpfen um Werben gegen Ende des Zweiten Weltkrieges brannte die Kirche im April 1945 aus. Der Wiederaufbau dauerte bis zum Jahr 1962. Eine Restaurierung des oberen Teils des Turms fand 1993 statt. Seit Februar 2014 ist die Dorfkirche Werben eine Radwegekirche.

## Ausstattung

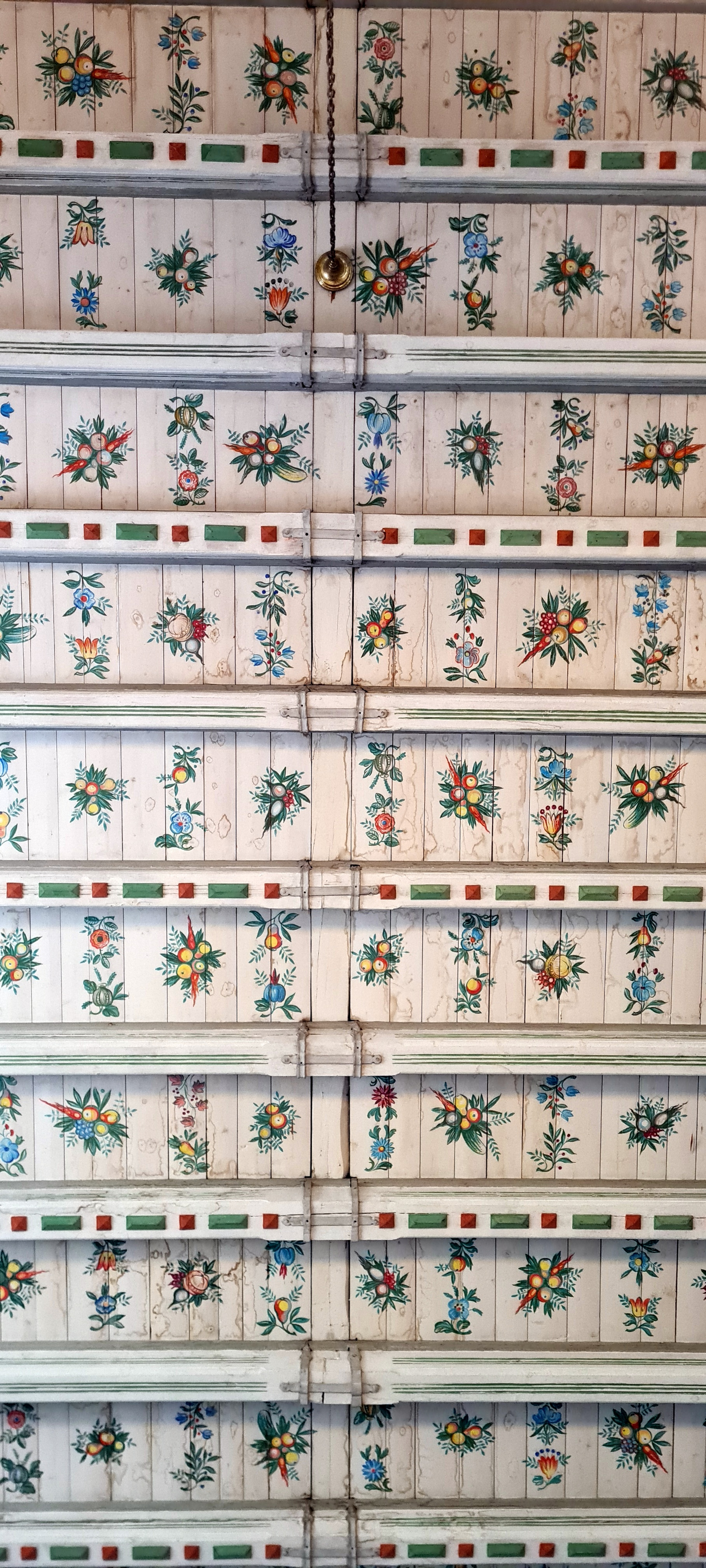
Feldfrüchte zeigende Deckenmalerei

Im Kirchenschiff befinden sich an vier Seiten Emporen, wobei diese an der nördlichen und südlichen Seite zweigeschossig ausgeführt sind. Wie die Emporen wurde auch die ehemals bemalte Balkendecke nach den Zerstörungen des Jahres 1945 im Jahr 1960 rekonstruiert. Die vor allem Feldfrüchte zeigende Deckenmalerei trug der Kirche den Beinamen „Gemüsekirche“ ein. Die sonstige hölzerne Ausstattung stammt aus der ersten Hälfte des 18. Jahrhunderts und stand ursprünglich in der Dorfkirche Riedebeck. Zu erwähnen ist dabei die mit dem durch ein Holzgitter umgebenen Pfarrstuhl verbundene Kanzel mit quadratischem Kanzelkorb und einem Bild der Kreuzigung. Neben dem schwebenden Taufengel ist auch das 1958 restaurierte Altarretabel bemerkenswert.
Die Orgel in der Kirche wurde 1972 von Jehmlich Orgelbau Dresden gebaut.
An der Außenseite der Nordwand stehen acht aus dem 18. Jahrhundert stammende Grabsteine der Familien von Schönfeldt, von Pannwitz und von Stutterheim.